# Melissa Flores
Melissa Flores Godínez (Venustiano Carranza, Michoacán, México; 22 de marzo de 1998) es una modelo y reina de belleza mexicana, ganadora de los concursos Miss Earth México 2018 y Mexicana Universal 2023.
Representó a México en el concurso de Miss Tierra 2018, en el cual formó parte de las cuatro finalistas y en donde obtuvo el título de Miss Earth Fire. 
concurso de Miss Universo 2023 en El Salvador.

## Biografía
Melissa Flores nació el 22 de marzo de 1998 en el Municipio de Venustiano Carranza, Michoacán, México. Es egresada de la Universidad Contemporánea de las Américas del municipio de Sahuayo de Morelos como Licenciada en Psicología. Actualmente se especializa como profesional en la rama de la Cosmética, además de ser la actual Directora de Cultura y Turismo del Gobierno Municipal de Venustiano Carranza, en el cual se dedica a promover la imagen del municipio mediante eventos sociales, culturales y educativos.

## Concursos de Belleza

### Miss Earth 2018
El 3 de noviembre en Pásay, Filipinas, se llevó a cabo la 18.ª edición del certamen Miss Tierra correspondiente al año 2018. Candidatas de 87 países de diferentes partes del mundo compitieron por el título. Al final del concurso, Melissa, obtuvo el puesto de tercera finalista bajo el título de Miss Tierra Fire, convirtiéndose en la segunda mexicana en llegar al cuadro de finalistas del concurso Miss Tierra, siendo la primera, Abigail Elizalde en Miss Tierra 2008.

### Mexicana Universal 2023
La noche del 2 de septiembre de 2023 se llevó a cabo la 5.ª edición del certamen Mexicana Universal (que tomó lugar en el Centro de Convenciones y Exposiciones de la ciudad de Aguascalientes, Aguascalientes), en donde 31 candidatas de toda la República Mexicana y una de Estados Unidos compitieron por el título nacional. Al final del evento, Melissa fue coronada por Irma Miranda (Mexicana Universal 2022 de Sonora) como Mexicana Universal 2023, convirtiéndose en la primera michoacana en representar a México en el concurso de Miss Universo.

### Miss Universo 2023
Representó a México en el concurso de Miss Universo 2023, que se llevó a cabo en el Gimnasio Nacional José Adolfo Pineda, San Salvador, El Salvador, el 18 de noviembre de 2023. Candidatas de alrededor de 83 países y territorios autónomos, compitieron por el título.